# Анагенез
Анагенез (або філетична зміна) — еволюційний процес, який полягає у зміні цілих популяцій, аніж у філогенетичній дивергенції, як в кладогенезі. Коли в популяції накопичується достатня кількість мутацій, які призводять до того що дана популяція достатньо відрізняється від предкової популяції, то може виникати новий вид. Ключовим моментом є те, що ціла популяція відрізняється від предкової популяції настільки, що ця предкова популяція може вважатися вимерлою. Анагенез часто стосується поняття «поступова (градуальна) еволюція». Легко бачити як визначення анагенезу може призводити до суперечок серед таксономістів коли різниця між популяціями достатньо велика для виділення нового виду.
Анагенез характеризується ускладненням органів, вдосконаленням їх діяльності та автономізацією розвитку. У такому розумінні анагенез близький до ароморфозу.

## Історія терміна
Термін було запропоновано  американським  палеонтологом А. Хайаттом в 1866 році для позначення початкової стадії розвитку великих систематичних груп органічного світу (див. філогенез). Для цієї стадії характерні виникнення нового типу організації і розквіт групи. В 1947 році  австрійський біолог  Б. Ренш терміном «анагенез» позначив появу нових  орган і вдосконалення структурних типів у ході еволюції великих груп організмів. Він протиставив анагенезу процес галуження  філогенетичного дерева на одному рівні (див. кладогенез).

## Соціальний анагенез
Було запропоновано розглядати соціальний анагенез/ароморфоз стосовно соціальної еволюції як універсальна або дуже поширена інновація, яка збільшила складність, адаптивність, інтегрованість і зв'язаність соціальних систем. 